# 山口仲美
山口 仲美（やまぐち なかみ、1943年5月25日 - ）は、日本の言語学者（日本語学）。勲等は瑞宝中綬章。学位は文学博士（東洋大学・1988年）。埼玉大学名誉教授、文化功労者。
聖徳学園女子短期大学保育科講師、共立女子短期大学部文科講師、共立女子短期大学文科助教授、明海大学外国語学部教授、実践女子大学文学部教授、埼玉大学教養学部教授、明治大学国際日本学部教授などを歴任した。

## 概要
日本語学を専攻する言語学者であり、特に日本語史や擬声語研究に従事した。『源氏物語』や『蜻蛉日記』などの平安時代の文学の文体研究や、日本語の歴史における擬音語・擬態語（オノマトペ）の研究が専門。近年は若者言葉の研究で知られている。

## 来歴

### 生い立ち
静岡県出身。1967年、お茶の水女子大学文教育学部卒業。1969年、東京大学大学院人文科学研究科国語・国文学専攻修士課程修了。

### 言語学者として
1969年、聖徳学園女子短期大学保育科専任講師。1970年、共立女子短期大学部文科専任講師。1974年、共立女子短期大学助教授。1988年、「平安文学の文体の研究」で東洋大学より文学博士の学位を取得、明海大学外国語学部教授。1991年、実践女子大学文学部教授。1997年、埼玉大学教養学部教授。2008年、定年退任、同大学名誉教授、明治大学国際日本学部教授。2014年、定年退任。
上記の傍ら、他の教育・研究機関の役職も兼任していた。1979年4月から1983年3月まで清泉女子大学の文学部で講師を兼任した。1982年4月から1983年3月まで、および、1990年4月から1991年3月までお茶の水女子大学の文教育学部で講師を兼任した。1983年4月から1988年3月まで明治大学の政経学部で講師、1989年4月から1990年3月まで商学部で講師、1991年4月から1992年3月まで文学部で講師を兼任した。1990年4月から1991年3月まで青山学院大学の文学部で講師を兼任した。1997年4月から1998年3月まで実践女子大学の文学部で講師を兼任し、大学院の講義を担当した。1998年4月から同年9月まで九州大学の文学部で講師を兼任した。1999年2月から同年7月まで北京日本学研究センターの教授を兼任し、中華人民共和国に派遣される。2003年4月から同年9月まで愛知県立大学の文学部で講師に就任した。
NHKテレビ「生きている言葉」、NHK教育テレビ「古典への招待」「現代ジャーナル・日本語」などの講師、また1993年から2000年まで国語審議会委員も務めた。

## 賞歴
- 日本古典文学会賞（第3回、1977年）（論文「源氏物語の比喩表現と作者」）[2]
- 金田一京助博士記念賞（第12回、1987年）[3]
- 日本エッセイスト・クラブ賞（第55回、2007年）[3]（『日本語の歴史』に対して）
- 日本学賞受賞（第10回、2022年）（日本語に関する独創的な研究「オノマトペノ歴史的研究」）

## 栄典
- 紫綬褒章（2008年）[6]
- 瑞宝中綬章（2016年）[4]
- 文化功労者（2021年）[7]

## 著書

### 単著
- 『平安文学の文体の研究』（明治書院、 1984年）
- 『生きていることば』（講談社、1987年）
- 『ちんちん千鳥の鳴く声は―日本人が聴いた鳥の声』（大修館書店、1989年） - のち講談社学術文庫
- 『恋のかけひき―源氏物語もうひとつの読み方』（主婦と生活社、1991年）
- 『平安朝元気印列伝　『今昔物語』の女たち』（丸善ライブラリー、1992年）
- 『源氏物語を楽しむ　恋のかけひき』（丸善ライブラリー、1997年）
- 『山口仲美の言葉の探検』（小学館、1997年）
- 『平安朝の言葉と文体』（風間書房、1998年）
- 『犬は「びよ」と鳴いていた―日本語は擬音語・擬態語が面白い』（光文社新書、2002年）
- 『中国の蝉は何と鳴く? 言葉の先生、北京へゆく』（日経BP社、2004年）
- 『すらすら読める今昔物語集』（講談社、2004年）
- 『日本語の歴史』（岩波新書、2006年）
- 『若者言葉に耳をすませば』（講談社、2007年）
- 『新・にほんご紀行』（日経BP社、2008年）
- 『すらすら読める枕草子』（講談社、2008年）
- 『日本語の古典』（岩波新書、2011年）
- 『大学教授がガンになってわかったこと』（幻冬舎新書、2014年）
- 『NHK100分de名著 清少納言 枕草子』（NHK出版、2014年）
- 『擬音語・擬態語辞典』（講談社学術文庫、2015年）
- 『山口仲美著作集』全8巻（風間書房、2018年 - ）

### 共編著
- 『命名の言語学―ネーミングの諸相』森岡健二共著（東海大学出版会、1985年）
- 『暮らしのことば擬音・擬態語辞典』（講談社、2003年11月）
- 『「擬音語・擬態語」使い分け帳 似ているようで微妙に違う!』佐藤有紀共著（山海堂、2006年11月）
- 『恋する百人一首』大久保佳代子・壇蜜共著（NHK出版、2015年）

### 監修
- 『よくわかる百人一首』（集英社、2002年、文：笠原秀、漫画：岩井渓）

## メディア出演

### テレビ
- 「生きていることば」、NHK総合
- 「世界一受けたい授業」、日本テレビ
- 「太田光の私が総理大臣になったら…秘書田中。」、日本テレビ
- 「爆笑問題のニッポンの教養」、NHK
- 「みんなでニホンGO!」、NHK
- 「100分de名著 『枕草子』」、NHK、
- トリビアの泉 〜素晴らしきムダ知識〜（2004年7月21日、フジテレビ） - 「広辞苑で喉ちんこの隣にあるのは喉ちんぽ」というトリビアを解説。
- 趣味どきっ!「恋する百人一首」（2015年12月 - 2016年1月（全8回）、NHK Eテレ） - 案内役